# У дорозі (новела)
«У доро́зі» (фр. En voyage) — новела французького письменника Гі де Мопассана, видана у 1883 році. Твір розповідає історію кохання російської дворянки і політичного злочинця.

## Історія
Ця новела вперше була надрукована в газеті «Le Gaulois» 10 травня 1883 року. Автор присвятив її французькому романісту, драматургові та журналісту Гюставові Тудузу. Цього ж року Гі де Мопассан опублікував новелу в книжковому форматі в збірці «Міс Гаррієт».
Український переклад цього твору здійснив Максим Рильський. Новела побачила світ у видавництві «Дніпро» двічі: у восьмитомному зібранні творів Гі де Мопассана (1969—1972) і двотомному виданні вибраних творів письменника (1990).

## Сюжет
У канському поїзді пасажири правлять теревені, найцікавішу дорожню пригоду розповідає лікар. Йому довелось наглядати за російською дворянкою Марією Барановою, яку чоловік відрядив до Канн лікувати сухоти. В поїзді до її купе увірвався незнайомець, якого жінка спочатку прийняла за грабіжника. Але він звернувся до неї з проханням про порятунок: це був збіглий політичний злочинець, який намагався будь-що виїхати за кордон, але не мав документів. Розчулена Марія висадила з поїзда власного лакея, а його документи надала незнайомцю.
У Каннах незнайомець часто заходив до лікаря спитати про здоров'я рятівниці. Крім того, жінка часто бачила його під вікнами свого будинку. Але чоловік жодного разу не порушив її спокою, вона ж принципово не бажала розкрити його інкогніто. Віддані одне одному коханці зустрілись лише раз — після смерті Марії незнайомець на мить залишився біля її смертної постелі.